# Cröffelbach (Fluss)
Der Cröffelbach ist ein ab seinem Klingenlauf etwas über einen Kilometer langer Bach auf dem Gebiet der Gemeinde Wolpertshausen im Landkreis Schwäbisch Hall im nordöstlichen Baden-Württemberg, der im Weiler Cröffelbach von rechts und Osten in die untere Bühler mündet.

## Name
1085 als Creftelbach erstmals schriftlich erwähnt, leitet sich der Name von dem Personennamen *Kreftilo ab.

## Geographie

### Oberlauf
Die zunächst flache Mulde des Cröffelbachtales beginnt auf der Hochebene um Wolpertshausen etwas östlich des Ortes. Ein nur intermittierend wasserführender Graben entsteht an einer Feldscheune wenige hundert Meter östlich der Ortsgrenze auf etwa 443 m ü. NHN. Dieser Graben zieht fast schnurgerade neben Äckern und dann am Südrande Wolpertshausens vorbei nach Westsüdwesten. Am Rande der Reinsberger Straße (K 2569) nimmt er einen weniger als 0,7 km langen, ebenfalls nur periodisch wasserführenden Feldweggraben von links auf, der kurz zuvor einen am Straßenrand liegenden, 0,2 ha großen viereckigen Teich entwässert hat, vermutlich ein Löschwasserteich für den auf der verkarsteten Hochebene liegenden Gemeindesitz. Dann unterquert er die Straße und verliert sich gleich jenseits von ihr nach insgesamt etwa 1,2 km unbeständigen Laufs im Gewann Brühl in einer brachliegenden, krautigen Platte am Wiesenrand auf etwa 423 m ü. NHN in einer Doline.
Die Muldenmittenlinie zieht ungefähr südwestlich weiter über vorwiegend Felder. An der Südspitze der Bebauung Wolpertshausens erreicht sie nach weiteren etwa 0,6 km den Anfang der Lochklinge.

### Verlauf
Dort beginnt nun auf etwa 415 m ü. NHN, begleitet von einer Baumgalerie, die sich mit fortschreitender Eintiefung zu einem Klingenwald weitet, das Bett des Cröffelbachs, das zunächst noch unbeständig Wasser führt. In dieser danach steilen, anfangs westsüdwestlich ziehenden Lochklinge stehen bis zu 25 Meter hohe Felswände neben dem Blockschutt im Talgrund, dem aus Sinterquellen von den Talseiten kleine Rinnsale zulaufen. Auf etwa 330 m ü. NHN wird der Bühlertalhang flacher und der Talgrund öffnet sich zunächst links zur Flur, der Bach fließt nunmehr westwärts. An zwei Wendeschlingen der rechtsbühlerischen Cröffelbacher Steige nördlich des Cröffelbachs vorbei erreicht der Bach auf etwa 290 m ü. NHN den Ortsrand des Talweilers Cröffelbach. Dort unterquert er die rechts des Flusses ziehende Bühlertalstraße (K 2667) und mündet dann einen Steinwurf unterhalb des Stauwehrs des Flusses auf etwa 265 m ü. NHN von rechts und Osten in die untere Bühler.
Auf seinem etwa 1,3 km langen offenen Laufabschnitt ab dem Beginn der Lochklinge verliert der Cröffelbach bei einem mittleren Sohlgefälle von 110 ‰ etwa 150 Meter an Höhe.

### Einzugsgebiet
Der Cröffelbach hat ein zum weit überwiegenden Teil auf der Hochebene liegendes Einzugsgebiet von 2,5 km² Fläche. Es beginnt im Osten am markanten Wolpertshausener Wasserturm auf dem höchsten Punkt etwas über 450 m ü. NHN und erstreckt sich etwa 3,2 km weit westsüdwestlich bis zur Mündung.
An der nordnordwestlichen Wasserscheide von der Mündung bis zum Wasserturm grenzt über die längste Strecke das Einzugsgebiet des Klingenbachs an, der nur etwa hundert Meter unterhalb des Cröffelbachs in die Bühler mündet, zuletzt auf einem kurzen Stück das des Haßfelder Grimmbachs, der westlich über den unteren Grimmbach zum Kocher entwässert. Am Wasserturm knickt die Einzugsgebietsgrenze südwärts ab, nun entwässert jenseits in stark verkarsteter Landschaft der Urtelsbach über die Schmerach in die Bühler oberhalb, ehe sie nördlich von Reinsberg nach Westen knickt, nunmehr konkurriert der Bach durch die Kressenklinge ebenfalls zur Bühler.
Das Einzugsgebiet hat Anteil an drei Naturräumen: Ganz zuoberst entspringt der Oberlaufgraben im auch Ilshofener Ebene genannten Ostflügel der Haller Ebene, einem Teilraum der Hohenloher und Haller Ebene. Seine Schwinde liegt eben schon in den Kocher-Jagst-Ebenen im Unterraum Östliche Kocher-Jagst-Riedel, in welchem weiter abwärts auch noch der Ursprung des Cröffelbachs selbst und die obere Lochklinge liegen. Der übrige Teil gehört zum Unterraum Mittleres Kocher- und Unteres Bühlertal.
Der Oberlaufgraben entsteht im Übergangsbereich zwischen der weithin in den Naturräumen dem stufenbildenden Muschelkalk noch aufliegenden Unterkeuperdecke und dem in den höchsten Einzugsgebietsanteilen es noch deckenden Lössderivats, das auf quartäre Ablagerung zurückgeht. In dieser jüngeren Schicht läuft die halbe linke Wasserscheide. Der Cröffelbach selbst entsteht am Klingenanfang noch im Unterkeuper, in der Lochklinge erreicht er das darunterliegende Schichtpaket des Muschelkalks, in welchem er im Oberen Muschelkalk sein klammartiges Tal ausbildet. Im Mittleren Muschelkalk ist das Gefälle geringer, er mündet zuletzt im Unteren Muschelkalk, der wenig oberhalb von Cröffelbach auf dem Talgrund der Bühler einsetzt. Links des Unterlaufs liegt auf dem Westsporn Eichelberg der Hochebene ein über 8 ha großes Dolinenfeld mit einer Erdspalte.
Auf der Hochebene ist die Landschaft weit überwiegend offen; nur auf zwei Kuppen am Rand stehen kleine Wäldchen. Ab der Lochklinge und bis zur Ortsgrenze von Cröffelbach läuft der Bach im Landschaftsschutzgebiet Bühlertal zwischen Vellberg und Geislingen mit Nebentälern und angrenzenden Gebieten.
1967 wurden am Cröffelbach zwei Markierungsversuche durchgeführt. Anlass war die Verschmutzung einer Quelle der Cröffelbacher Trinkwasserversorgung, die knapp oberhalb des Dorfes rechts des Bachs lag. Der erste Versuch bestätigte die Vermutung, dass die Einleitung des Wolpertshauser Abwassers in die Doline im Gewann Brühl Ursache der Verschmutzung sei. Da geplant war, das Abwasser direkt in den Cröffelbach zu leiten, wurde in einem zweiten Versuch Farbstoff in den Cröffelbach eingegeben, der ebenfalls in der Quelle austrat.
Das ganze Einzugsgebiet gehört zur Gemeinde Wolpertshausen.

### LUBW
Amtliche Online-Gewässerkarte mit passendem Ausschnitt und den hier benutzten Layern: Lauf und Einzugsgebiet des Cröffelbachs

Allgemeiner Einstieg ohne Voreinstellungen und Layer: Daten- und Kartendienst der Landesanstalt für Umwelt Baden-Württemberg (LUBW) (Hinweise)
1. 1 2 3 4 5 6 7 8 9  Höhe nach dem Höhenlinienbild auf dem Hintergrundlayer Topographische Karte.
2. ↑  Länge nach dem Layer Gewässernetz (AWGN).
3. 1 2 3 4  Länge abgemessen auf dem Hintergrundlayer Topographische Karte.
4. ↑  Einzugsgebiet abgemessen auf dem Hintergrundlayer Topographische Karte.
5. ↑  Seefläche nach dem Layer Stehende Gewässer.
6. ↑  Nach dem Layer Naturdenkmal.

### Andere Belege
1. ↑  Albrecht Greule: Deutsches Gewässernamenbuch. Walter de Gruyter, Berlin / Boston 2014, ISBN 978-3-11-057891-1, S. 83, „Cröffelbach“ (Auszug in der Google-Buchsuche).
2. 1 2  Alfred Vollrath: Blatt 6824 Schwäbisch Hall der Geologischen Karte von Baden-Württemberg, Erläuterungen. Stuttgart 1977, S. 131–135.
3. ↑  Wolf-Dieter Sick: Geographische Landesaufnahme: Die naturräumlichen Einheiten auf Blatt 162 Rothenburg o. d. Tauber. Bundesanstalt für Landeskunde, Bad Godesberg 1962. → Online-Karte (PDF; 4,7 MB)
4. ↑  Geologie nach: Mapserver des Landesamtes für Geologie, Rohstoffe und Bergbau (LGRB) (Hinweise)